# 心跳法案

美國各州通過胎兒心跳法案的情形，包括一些州以胎齡限制，且沒有例外條件的情形
已通過心跳法案（即將生效）
立法機關部份通過
法律被法院命令所封鎖

心跳法案（heartbeat bill）或胎兒心跳法案（fetal heartbeat bill）是美國有關限制堕胎的爭議性法律，只要胚胎或是胎兒可以檢測到心音時，堕胎即屬非法。
北达科他州在2013年通過心跳法案，是第一個通過的州。不過由於1973年美國聯邦最高法院羅訴韋德案的判例，此法案視為違反憲法。有許多州在2018年及2019年提出心跳法案。到2019年5月為止，俄亥俄州、喬治亞州和密蘇里州已通過心跳法案。亚拉巴马州在2019年通過了類似心跳法案，而限制範圍更廣的法案，法案禁止在胎兒的任一階段進行堕胎，而且就算強姦或亂倫懷孕也在禁止範圍內。愛荷華州，肯塔基州和密西西比州的心跳法案都被法院所廢除。根據CNN的報導，心跳法案「（因為羅訴韋德案）可能無法實施，但是堕胎反對者會希望（法案的挑戰）會讓美國聯邦最高法院有一個可以推翻羅訴韋德案的機會」。
自懷孕六至七週起，就可以檢測到胎兒的心音，不過若使用多普勒胎兒監護儀，可能到懷孕12週時都還檢測不到心音。許多女性到最後一次月經之後六週，可能還不知道自己已經懷孕。大部份的女性是在懷孕六週後才進行堕胎。美國墮胎權益運動人士認為，配合實務的墮胎情形來看，此法案已經是在「
實施層面禁止了大多數情形下的墮胎」。
2021年9月1日，德克萨斯州心跳法案开始生效。

## 註解
1. ↑  在媒體上常提到「六週」的說法。依照Endowment for Human Development所述，在懷孕22天起，孕體心臟就開始跳動[7]。不過何時可偵測到心音，仍有些不確定因素，而且也和偵測方式有關。若使用陰道超音波（英语：transvaginal ultrasound），有60%的孕婦可以在孕齡八週到八週又六天之內的期間檢測到胎兒的心音[8]